# Осовинський степ
Осови́нський степ — ландшафтний заказник місцевого значення, розташований неподалік від села Осовини Ленінського району, АР Крим. Створений відповідно до Постанови ВР АРК № 643-6/11 від 21 грудня 2011 року.

## Загальні відомості
Площа 3472 гектара. Розташований на Керченському півострові, за межами населених пунктів Войкове та Глазівка Ленінського району АР Крим. Складається з 5 окремих ділянок.
Заказник створений із метою комплексного збереження цінних ландшафтів, рослинного і тваринного світу, раціонального їх використання та відновлення.

## Галерея

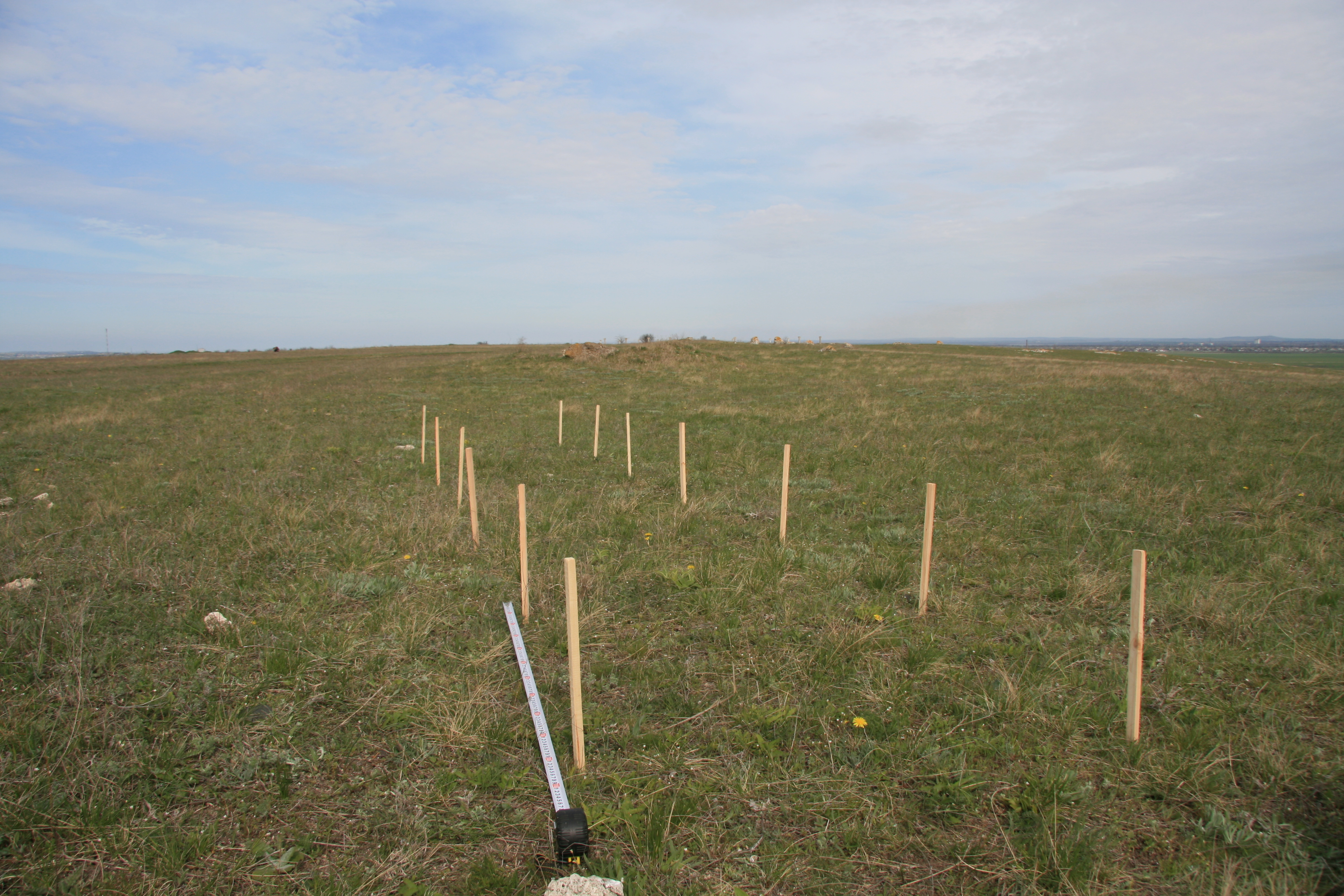
Степ у квітні 2011 р.
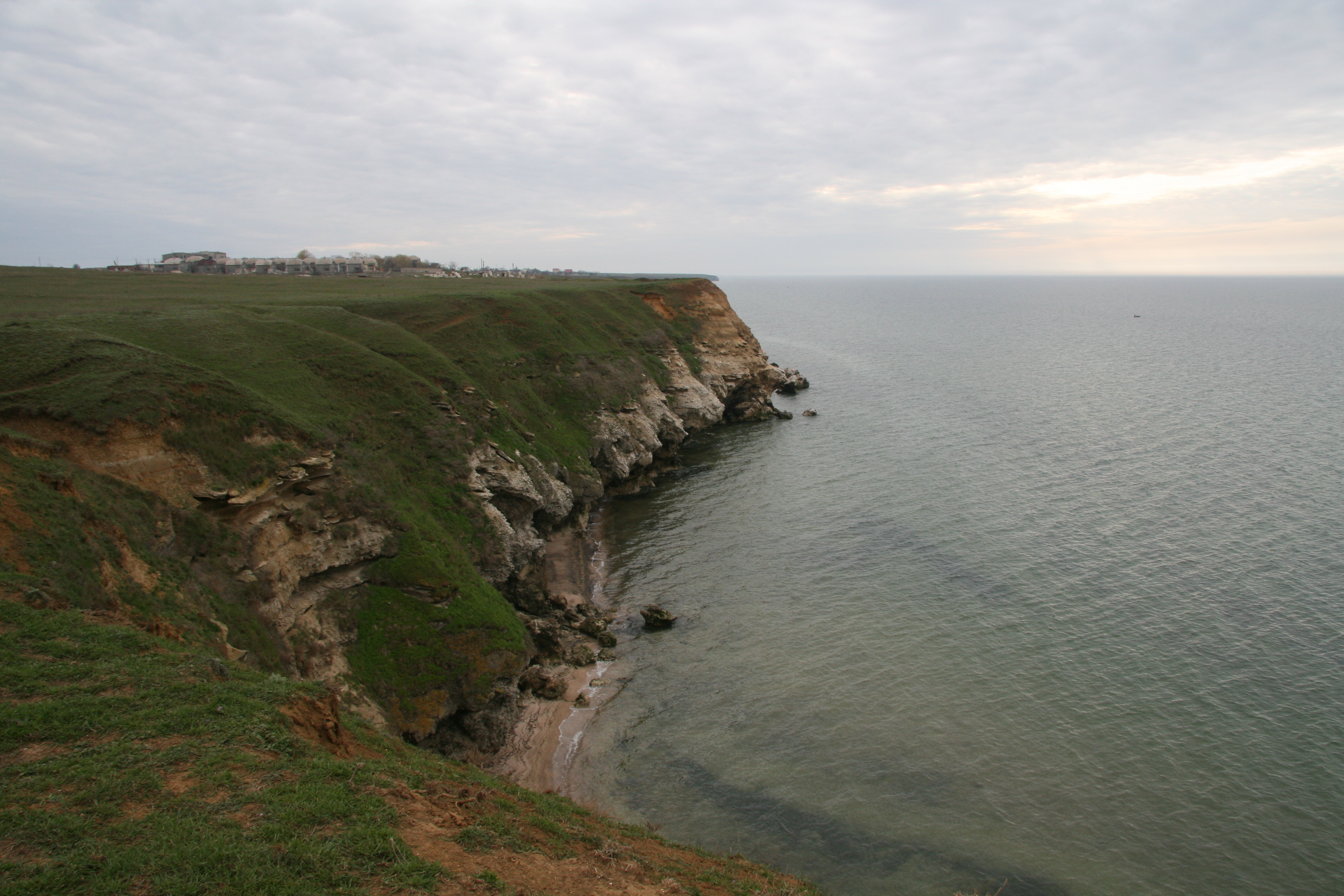
Узбережжя
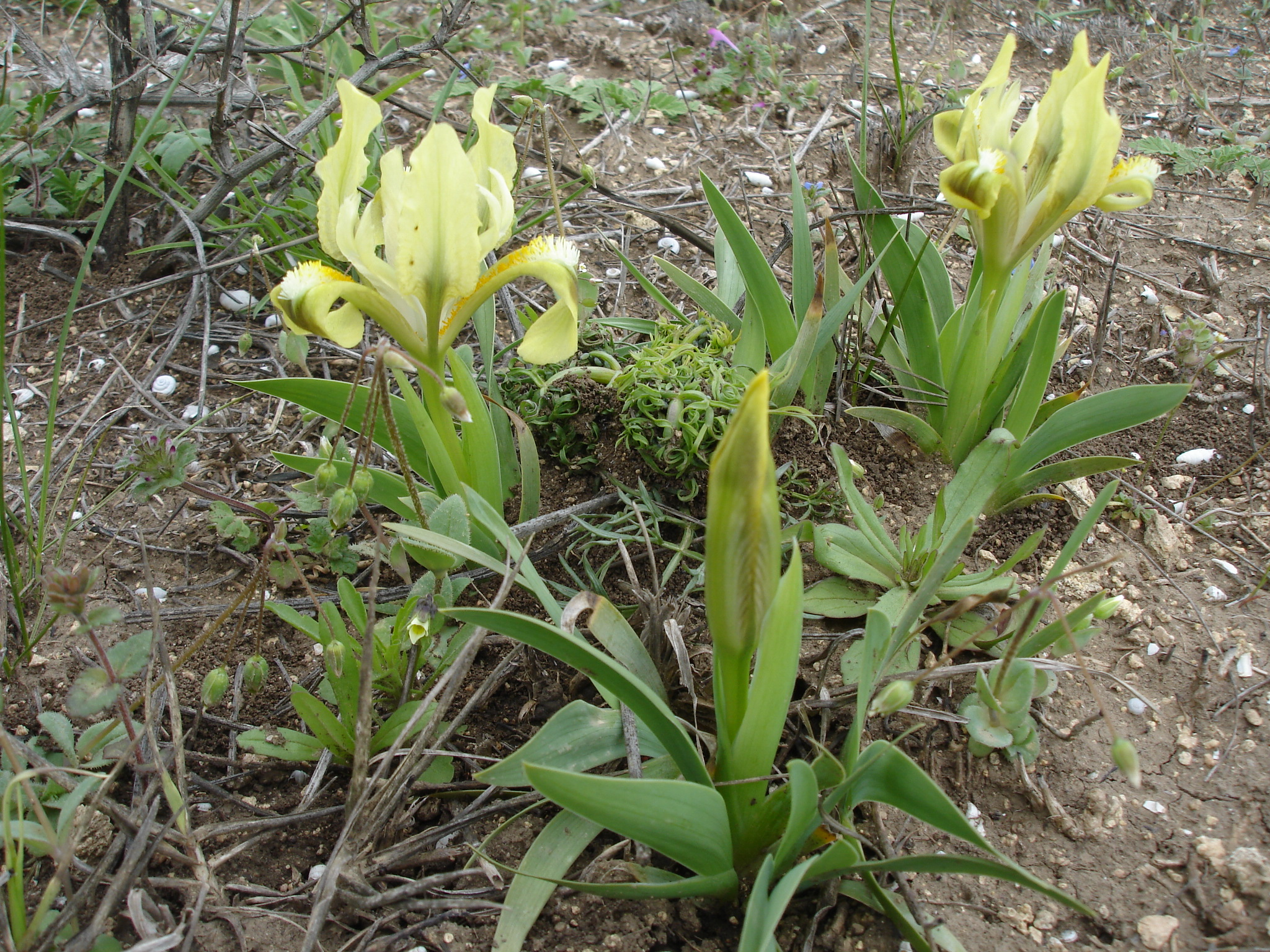
Квіти в степу